# Epidendrum stangeanum
Epidendrum stangeanum är en orkidéart som beskrevs av Heinrich Gustav Reichenbach. Epidendrum stangeanum ingår i släktet Epidendrum och familjen orkidéer. Inga underarter finns listade i Catalogue of Life.